# Interacción persona-computadora
La interacción persona-computadora o persona-ordenador (IPO) es la disciplina dedicada a diseñar, evaluar e implementar sistemas informáticos interactivos para el uso humano, y a estudiar los fenómenos relacionados más significativos. Es el estudio sobre cómo se diseñan, implementan y usan los sistemas informáticos interactivos y la manera que influyen los ordenadores en los individuos, las organizaciones y la sociedad. Estos estudios son una especialización dentro de la ergonomía, el campo multidisciplinar que actúa sobre el diseño de las máquinas y del entorno de trabajo para facilitar su uso y adecuarlo a las condiciones  fisiológicas, anatómicas, psicológicas y capacidades del usuario.
En términos generales, es la disciplina que estudia el intercambio de información mediante software entre las personas y las computadoras. Esta disciplina se encarga del diseño, evaluación e implementación de los aparatos tecnológicos interactivos, estudiando el mayor número de casos que les pueda llegar a afectar. El objetivo es minimizar errores, incrementar la satisfacción, disminuir la frustración y, en definitiva, hacer más productivas las tareas que rodean a las personas y los computadores.
Es muy importante diseñar sistemas que sean efectivos, eficientes y sencillos a la hora de utilizarlos, dado que la sociedad disfrutará de estos avances. La dificultad viene dada por una serie de restricciones que obligan a los equipos de diseño a hacer algunos sacrificios en este. Algunas de las aplicaciones de esta disciplina podrían ser: la creación de librerías digitales donde los estudiantes pueden encontrar manuscritos medievales virtuales de hace centenares de años; herramientas para el campo de la medicina, como uno que permita a un equipo de cirujanos conceptualizar, alojar y monitorizar una compleja operación neurológica; los mundos virtuales para el entretenimiento y la interacción social, servicios del gobierno eficientes y receptivos, que podrían ir desde renovar licencias en línea hasta el análisis de un testigo parlamentario; o bien teléfonos «inteligentes» que detectan la ubicación geográfica y cuentan con la capacidad de responder a ciertas frases en un idioma.

## Introducción
Los humanos interactuan con los ordenadores de muchas maneras; la interfaz entre humanos y ordenadores es crucial para facilitar esta interacción. Las aplicaciones, los buscadores de internet y los ordenadores portátiles  hacen uso de las prevalentes interfaces gráficas de usuario actuales. Las interfaces mediante voz del usuario se utilizan para el reconocimiento de voz y sintetizan sistemas. Todo esto permite a los humanos comprometerse con caracteres personificados de una forma que nos podría ser conseguida con otros paradigmas de interfaz. El crecimiento del campo de la interacción persona-computadora se ha traducido en mayor calidad de interacción, y en una rama distinta de su historia. En lugar de diseñar interfaces regulares, las distintas ramas de investigación se han enfocado en los conceptos de multimodalidad antes que unimodalidad, interfaces inteligentes adaptativas antes que interfaces basadas en orden/acción e interfaces activas antes que pasivas.
La interacción persona-computadora es una disciplina comprometida con el diseño, evaluación e implementación de sistemas informáticos interactivos para uso humano y con el estudio de los fenómenos que le rodean”. Una faceta importante de esta interacción es la satisfacción del usuario. La interacción persona-computadora estudia a un humano y una máquina comunicándose, se dibuja desde el apoyo el conocimiento tanto el el lado de la máquina como en el del humano. Del lado de la máquina, las técnicas de computación gráfica, sistemas operativos, lenguajes de programación y desarrollo de espacios son importantes. En el lado de los humanos, la teoría de la comunicación, las disciplinas de diseño gráfico e industrial,  la lingüística, las ciencias sociales, la psicología cognitiva y social y los factores humanos como la satisfacción del usuario son importantes. Y, por supuesto, también los son la ingeniería y los métodos de diseño. Debido a la naturaleza multidisciplinar de la interacción persona-computadora, gente de distintos campos contribuye a su éxito. Esta interacción también se llama, a veces, interacción persona-máquina, interacción hombre-máquina o interacción computadora-persona.
Las interfaces de usuario pueden llevar a muchos problemas inesperados. Un ejemplo clásico es el accidente de Three Mile Island, un accidente de fusión nuclear, en el que las investigaciones concluyeron que el diseño de esta interfaz fue, al menos en parte, responsable del desastre. De igual manera, muchos accidentes de aviación han sido resultado de las decisiones de los fabricantes de utilizar instrumentos de vuelo no estandarizados: a pesar de que los nuevos diseños se propusieron como superiores en interacción humano-máquina básica, los pilotos ya habían interiorizado el plano “estándar” y, así, la idea conceptualmente correcta tuvo resultados indeseables.

## Raíces históricas
Los factores que han influido en la evolución de la disciplina son:
- La creatividad humana: especialmente en los inicios de la ciencia informática varios visionarios realizaron proyecciones imaginarias sobre lo que podrían llegar a ser los ordenadores
- El estado del arte de la tecnología: a menudo actuando como límite al diseño.
- El mercado de los ordenadores: directamente relacionado con el coste de los aparatos y que incide directamente.

El origen de la IPO está en la tecnología y en sus inicios. Los ordenadores eran grandes máquinas que ocupaban casas enteras y que procesaban comandos en lenguaje máquina en manera batch (la operación se organizaba en grupos o lotes de trabajo), con largos tiempos de espera; la entrada se realizaba mediante tarjetas perforadas (originales de Herman Hollerith, quien obtuvo la idea gracias a los telares de Joseph Marie Jacquard que creaban diseños gracias a unas tarjetas perforadas) y la salida era por impresoras línea a línea; los usuarios eran básicamente los mismos programadores. Estos necesitaban pues, grandes conocimientos técnicos para poder poner en funcionamiento un ordenador. 
La década de los sesenta fue crucial para el desarrollo de la IPO gracias al aumento del número de personas que empezaban a tener acceso a ordenadores y por el surgimiento de las  redes que permitían la comunicación entre máquinas y, por tanto, entre usuarios. Los gráficos por computadora nacieron de la utilización del CRT y de las primeras utilizaciones del lápiz óptico. Eso llevó al desarrollo de técnicas pioneras para la interacción persona-computador. Muchas de estas datan de 1963, año en que Ivan Sutherland, informático y científico norteamericano, desarrolló Sketchpad para su tesis doctoral en el MIT (Massachusetts Institute of Technology), la cual marcó el inicio de los gráficos por computadora y que cambió la manera cómo las personas interactuaban con los ordenadores. Aunque la incubación de la IPO se produjo años más tarde, podemos considerar el año 1969 como fecha clave en el surgimiento de la disciplina, ya que hubo el primer encuentro internacional y se publicó la primera revista especializada: International Symposium on Man-Machine Systems y la International Journal of Man-Machine Studies, respectivamente. A partir de aquel momento se ha continuado trabajando en este campo, creando y mejorando los algoritmos y el hardware que permiten mostrar y manipular objetos con mucho más realismo, todo eso, con la finalidad de conseguir gráficos interactivos.
Algunos de los avances relacionados fueron intentos de llegar a una simbiosis hombre-máquina (Licklider, 1960), un aumento del intelecto humano (Douglas Engelbart, 1963) y el Dynabook y Smalltalk (Alan Kay y Adele Goldberg, 1977). A partir de aquí surgieron los cimientos de la interacción persona-computador, como sería el caso del ratón, pantallas con mapas de bits, computadoras personales, la metáfora de escritorio y las ventanas y los punteros para clicar.
Además, el hecho de trabajar con sistemas operativos desembocó en la creación de nuevas técnicas para hacer interfaces de dispositivos de entrada/salida, controles de tiempo, multiprocesadores y para soportar el hecho de que se abrieran diversas pantallas o que hubiera animaciones.
Los años ochenta se caracterizan por el ordenador personal. El avance de la informática y la disminución de los costes de producción habían abierto un mercado incipiente para los ordenadores personales de consumo. El contexto tradicional de uso de los ordenadores hasta la fecha (universidades, sector militar y empresas) se amplía a contextos y actividades más sociales y civiles, como la casa, las escuelas o las bibliotecas. A consecuencia de esto, el usuario "mediano" se diversifica más en habilidades, necesidades y conocimientos técnicos. Durante esta década la IPO experimenta un desarrollo vertiginoso. Es una época llena de avances teóricos; hay un ambiente entusiasta en la disciplina y Palo Alto es el epicentro para la creación de futuras grandes empresas informáticas. La riqueza de ideas existentes provoca el año 1982 la creación de un grupo de interés especial sobre la IPO en el ACM (Assocciation for Computing Machinery), el ACM Sigchi (Special Interest Group on Computer-Human Interaction). 
En los años noventa nace la World Wide Web, el cambio más importante de este periodo, entendido como la aplicación estrella de internet. Aporta dos novedades: es una interfície centrada en el documento y no en la aplicación, que rompe los límites entre la información local y la remota. y además se masifica el acceso a la información y se populariza el hipertexto.  En esta época el mercado empieza a tomar verdadera conciencia de la importáncia de la usabilidad en el desarrollo de productos interactivos y, a consecuencia de esto, se produce una profesionalización de la IPO bajo el nombre de la ingeniería de la usabilidad. 
En la última década se han puesto claramente de manifiesto las limitaciones de los modelos cognitivos arraigados en la disciplina. Tradicionalmente, la investigación de la IPO ha centrado su estudio en el comportamiento racional del usuario, y ha dejado de lado su comportamiento emocional (estados afectivos, estados de humor y sentimientos), y también la importáncia de la estética en este comportamiento.Así pues, se ha empezado a reconocer en el si de la IPO que estos aspectos emocionales tienen un papel fundamental en la interacción del usuario, ya que tienen un gran impacto en las motivaciones de uso, la valoración del producto, los procesos cognitivos, la capacidad de atención y memorización y el rendimiento del usuario.  
Un ejemplo de los nuevos retos a los que se enfrenta la IPO es la computación ubicua, que hace referencia a un paradigma nuevo caracterizado por la omnipresencia de la tecnología "invisible" en nuestros alrededores. Un ejemplo de proyecto que se está llevando a cabo es el de New Songdo City, una isla en Corea del Sur cuya única ciudad tendrá todos los sistemas de información interconectados y las computadoras integradas a las viviendas, calles y edificios de las oficinas. 
Recientemente, grácias al abaratamiento de los soportes de almacenamiento y el aumento de la banda ancha de las conexiones a Internet, estamos presenciando el nacimiento de un nuevo paradigma, conocida como la computación en la nube. En esta clase de informática, tanto el programario como la información se almacenan en servidores a los que accedemos desde multitud de dispositivos diferentes conectados a Internet y que, además, nos facilitan enormemente la actividad de compartir información y contenidos con otros usuarios y crear y modificar contenidps de manera colaborativa. 

## Objetivos
La interacción persona-computadora estudia la forma en que los seres humanos hacen o no uso de artefactos, sistemas e infraestructuras computacionales. Debido a esto, gran parte de la investigación en este campo busca mejorar la relación humano-computadora mejorando la usabilidad de las interfaces de los ordenadores.
Es por eso que gran parte de la investigación en este campo se centra en:
- Métodos para diseñar nuevas interfaces de ordenadores, y así optimizar el diseño de una propiedad que se desee, como por ejemplo la capacidad de aprendizaje o la eficiencia de uso.
- Métodos para implementar las interfaces, por ejemplo, por medio de bibliotecas informáticas.
- Métodos para evaluar y comparar interfaces con respecto a sus propiedades, como por ejemplo su usabilidad.
- Métodos para estudiar el uso de los ordenadores y sus implicaciones socioculturales.
- Modelos y teorías sobre el uso humano de los ordenadores, así como marcos de referencia conceptuales para el diseño de interfaces, como modelos de usuario cognitivistas, la teoría de la actividad o consideraciones etnometodológicas sobre el uso de ordenadores en humanos.[7]
- Perspectivas que reflexionen críticamente sobre los valores que subyacen en el diseño computacional, el uso de computadoras y la investigación de la interacción persona-computadora.[8]
- Sacrificios del diseño.

En conclusión, la IPO aborda aspectos de las ciencias humanas, así también como de ingeniería y del diseño.

## Diferencias con otras disciplinas
La interacción persona-computadora difiere de otros factores humanos y de la ergonomía ya que se enfoca más en los usuarios trabajando específicamente con ordenadores, en vez de otros tipos de máquinas o artefactos. Además, también hay un interés en cómo implementar los mecanismos de software y hardware para apoyar a la interacción persona-computadora. Así, factores humanos es un término muy amplio; interacción persona-computadora podría definirse cono factores humanos de los ordenadores – aunque algunos expertos intentas diferenciar estas áreas.
La interacción persona-computadora también difiere de los factores humanos en que hay menos interés en las tareas y procedimientos repetitivos, y mucho menos énfasis en el estrés físico o el diseño industrial de las interfaces de usuario, como teclados y ratones.
Aun así, hay tres áreas de estudio que se superponen bastante a la interacción persona-computadora. La gestión de la información personal estudia cómo las personas adquieren y usan información personal para completar tareas. En el trabajo cooperativo asistido por computadora, el énfasis está ubicado en el uso de sistemas informáticos para apoyar el trabajo colaborativo. Los principios de la gestión de procesos de negocio extiende el campo anterior al nivel organizativo y puede ser implementado sin ordenadores.

## Principales componentes
Los componentes fundamentales del sistema son el usuario y el ordenador.

### Usuario
El ser humano tiene una limitada capacidad de procesar información que se almacena en la memoria sensorial, la memoria a corto plazo y la memoria a largo plazo. El ser humano se puede comunicar a través de cuatro canales de entrada/salida: visión, audición, tacto y movimiento. Una vez recibida la información, ésta es procesada a través del razonamiento y de habilidades adquiridas, tales como poder resolver problemas o detectar errores. A todo este proceso afectará al estado emocional del usuario, dado que influye directamente sobre las capacidades de una persona. Todos los usuarios tienen habilidades en común, pero hay otros que varían según la persona.

### Computador
El sistema utilizado puede afectar de diferentes formas al usuario. La clasificación de los distintos tipos de usuarios está relacionada con el tipo de dispositivos de interfaz que pueden confluir. Los dispositivos son clasificados de entrada o salida según su función es la de transmitir información del usuario al producto (entrada) o del producto al usuario (salida).
Los dispositivos de entrada transmiten información del usuario al producto, captan y digitalizan los datos introducidos por el usuario o por otro dispositivo y los envían al ordenador para ser procesados. El teclado es el dispositivo de entrada más común en los ordenadores personales. La dimensión de las teclas, la distancia entre unas y otras, y el recorrido o la presión a ejercer sobre la tecla son aspectos que influyen significativamente en el uso de un teclado. Los dispositivos apuntadores, como el ratón, son dispositivos de entrada que permiten al usuario introducir información espacial. Los avances tecnológicos y ergonómicos de la tecnología ayudan a proporcionar una experiencia más gratificante al usuario. Las pantallas táctiles son dispositivos de salida que funcionan a la vez como dispositivos apuntadores de entrada por medio del contacto directo con la pantalla. Las pantallas multitáctiles operan al igual que un ratón y es que el usuario puede seleccionar, apuntar y arrastrar información mediante los dedos.
Los dispositivos de salida tienen por función transmitir información del producto al usuario, muestran y proyectan información en el exterior del ordenador. La mayoría son para informar, alertar, comunicar, proyectar o proporcionar información al usuario. Las pantallas representan el dispositivo de salida más importante en la transmisión de información del producto al usuario. Con el abaratamiento de la tecnología, cada vez resulta más frecuente encontrar que incorporen pantallas como dispositivos de salida como electrodomésticos comunes. La mayoría de productos interactivos ya no utilizan pantallas con tecnología CRT, sino que se sirven de pantallas con tecnologías LCD, LED o PDP porque comporta un menor consumo eléctrico, un menor tamaño y una mejor calidad de imagen. La posición del usuario respecto a la pantalla o la luminosidad del ambiente no es la misma en todos los productos y contextos de uso y esto puede afectar a la interacción del usuario hacia el ordenador. Los productos interactivos que incorporan dispositivos de salida de audio son numerosos, como altavoces o auriculares. Estos dispositivos se pueden utilizar para transmitir contenido pero también para transmitir al usuario mensajes o advertencias del sistema. Las impresoras son un dispositivo de salida que suele estar permanentemente unida a la computadora por un cable.
Los ordenadores cuentan con la memoria RAM a corto plazo y discos magnéticos y ópticos a largo plazo. Se debe tener en cuenta que tienen una capacidad limitada en relación directa con el formato del documento o del vídeo. Los métodos de acceso a la memoria pueden suponer una ayuda pero, en ocasiones, también una traba para el usuario. El ordenador tendrá un límite de velocidad en el procesamiento, por otra parte afectará a la velocidad de procesamiento al utilizar una red de trabajo u otra.

### Origen del proceso interactivo
Es importante que haya una buena comunicación entre usuario y computador, por este motivo la interfaz tiene que estar diseñada pensando en las necesidades del usuario. Es de vital importancia este buen entendimiento entre ambas partes dado que sino la interacción no será posible.

## Principios de diseño
Para poder evaluar o diseñar una interfaz, se tienen que tener en cuenta los siguientes principios de diseño experimental.
- Fijar quien será el usuario/s y su/s tarea/s. Se tiene que establecer el número de usuarios necesarios para llevar a cabo las tareas y determinar cuáles serían las personas indicadas. Una persona que nunca lo ha utilizado y no la utilizará en el futuro, no sería un usuario válido.
- Medidas empíricas. Sería de gran utilidad llevar a cabo un testeo de la interfaz con usuarios reales, en la situación en que se utilizaría. No podemos olvidar que los resultados se verán alterados si la situación no es real. Habría que establecer una serie de especificaciones cuantitativas, que serán de gran utilidad, como podrían ser el número de usuarios necesarios para realizar una tarea, el tiempo necesario para completarla y el número de errores que se producen durante su realización.
- Diseño iterativo. Una vez determinados los usuarios, las tareas y las medidas empíricas se vuelve a empezar: se modifica el diseño, se testea, se analizan los resultados y se repite de nuevo el proceso hasta obtener la interfaz deseada.[9]

## Metodologías de diseño
Desde 1980, año en que surgió el concepto interactividad persona-computador, han surgido numerosas metodologías para su diseño. La mayoría de estas se basan en el hecho de que los diseñadores tienen que captar como se lleva a cabo la interactividad entre usuario y sistema técnico. En este proceso de diseño un hecho a tener en cuenta es el proceso cognitivo del usuario, lo cual se verá afectado por la memoria y la atención, de esta manera si se hace una previsión se conseguirá un resultado mucho más favorable. Los modelos más modernos se centran en que haya una retroalimentación, una comunicación, entre usuarios, diseñadores e ingenieros, así se pretende conseguir que el usuario obtenga la experiencia que realmente quiere tener.
- Teoría de la actividad: Se usa para definir el contexto en el que tiene lugar la interacción entre personas y ordenadores. Proporciona un marco de referencia para razonar sobre acciones en estos contextos, herramientas analíticas en forma de listas de tareas que los investigadores deberían tener en cuenta y toma parte en el diseño de interacción desde una perspectiva centrada en la actividad.[10]

- Diseño centrado en el usuario (en inglés UCD, user-centred design): Es un concepto moderno, que se está extendiendo mucho. Su filosofía parte de la idea de que el usuario es el centro del diseño, en cualquier sistema computacional. Los usuarios, los diseñadores y el equipo técnico trabajan unidos con el objetivo de articular aquello que se desea, que se necesita y conocer las limitaciones del usuario para crear un sistema adecuado. Esta metodología es similar a la del diseño participativo, la cual enfatiza la posibilidad de que los usuarios finales contribuyan con el diseño del sistema.[11]

- Principios de diseño de la interfaz de usuario: Existen siete principios que se tienen que considerar en todo momento a la hora de diseñar la interfaz de usuario: tolerancia, simplicidad, visibilidad, factibilidad, consistencia, estructura y retroacción.

## Diseño de pantallas
Las pantallas son artefactos fabricados por los humanos diseñadas para apoyar la percepción de variables relevantes del sistema y facilitar el procesamiento de esta información. Antes de diseñar una pantalla, se debe definir la tarea que este realizará (por ejemplo, navegar, consultar, tomar decisiones, aprender, entretener, etc.). Un usuario u operador debe ser capaz de procesar cualquier información que el sistema genere y exponga; entonces, la información tiene que se expuesta de forma que apoye la percepción, permita estar al tanto de la situación y su entendimiento.

### Trece principios del diseño de pantallas
Estos principios de la percepción humana y el procesamiento de información pueden ser utilizados para crear diseños de pantalla efectivos. Una reducción de errores y de tiempo de entrenamiento requerido y un incremento de la eficiencia y de la satisfacción del usuario son algunos de los muchos beneficios potenciales que pueden ser alcanzados mediante la utilización de estos principios.
Ciertos principio pueden no ser aplicables a ciertos monitores o situaciones. Algunos principios pueden parecer conflictivos y no hay una solución fácil para decir si una principio es más importante que otro. Los principios deben ser adaptados a un diseño o situación específica. Dar en el blanco con un balance funcional sobre los principio es crítico para un diseño efectivo.

#### Principios de percepción
1.     Hacer las pantallas legibles (o audibles). La legibilidad de una pantalla es crítica y necesaria para que sea utilizable. Si los caracteres u objetos que se muestra no se pueden diferencia, el operador no puede hacer un uso efectivo de ellos.
2.     Evitar límites absolutos de juicio. No pedir al usuario que determine el nivel de variables en base a una sola variable sensitiva (por ejemplo, color, tamaño, volumen). Estas variables sensitivas pueden contener distintos posibles niveles.
3.     Procesamiento top-down. Las señales tienden a ser percibidas e interpretadas de acuerdo con los que se espera basándose en la experiencia del usuario. Si una señal se presenta de forma contraria a lo que el usuario espera, se necesitarán más evidencias físicas para presentar esa señal y asegurar que se entiende correctamente.
4.     Mejora por redundancia. Si una señal se presenta más de una vez, es más probable que se entienda correctamente. Esto se puede hacer presentando la señal en distintas formas físicas  (por ejemplo, color y forma, voz e imagen, etc.), lo cual no implica repetición. Un tráfico de luz es un buen ejemplo de redundancia, puesto que color y posición son redundantes.
5.     La similitud causa confusión: Utilizar elementos distinguibles. Las señales que se parecen tienden a ser confundidas. El ratio de características similares a características diferentes produce señales similares. Por ejemplo, A423B9 es más parecido a A423B8 que 92 es a 93. Las características similares innecesarias deberían ser eliminadas y las diferentes, resaltadas.

#### Principios del modelo mental
6.     Principio del realismo pictórico. Una pantalla debería verse como las variables que representa (por ejemplo, alta temperatura en un termómetro enseñado con un nivel vertical alto). Si hay varios elementos, estos pueden ser configurados de forma que se parezca a un ambiente representado.
7.     Principio de la parte móvil. Los elementos móviles se deberían mover en un patrón y dirección compatibles con el modelo mental del usuario de cómo se debería mover en el sistema. Por ejemplo, el elemento móvil en un altímetro debería moverse hacia arriba cuando se incrementa la altitud.

#### Principios basados en la atención
8.     Minimizar el coste de acceso a la información o coste de interacción. Cuando la atención del usuario es desviada de una localización a otra para acceder a la información necesaria, hay un coste asociado entre el tiempo y el esfuerzo. Un buen diseño de pantalla debería minimizar este coste permitiendo que se pueda acceder a las fuentes más frecuentes en posiciones cercanas. De todos modos, la legibilidad adecuada no se debería sacrificar para reducir este coste.
9.     Principio de la compatibilidad por proximidad. Dividir la atención entre dos fuentes de información puede ser necesario para la realización de una tarea. Estas fuentes deben estar intelectualmente integradas y definidas para tener una proximidad mental cercana. El coste de acceso a la información debería ser bajo, lo cual se puede conseguir de distintas maneras (por ejemplo, proximidad, relación mediante colores comunes, patrones, formas, etc.). De todos modos, la proximidad puede ser dañina causando demasiado desorden.
10.     Principio de las fuentes múltiples. Un usuario puede procesar fácilmente información de varias fuentes. Por ejemplo, la información visual y auditiva se puede presentar simultáneamente en vez de presentar toda la información de forma visual o de forma auditiva.

#### Principios de la memoria
11.     Reemplazamiento de la memoria con información visual: conocimiento en el mundo. Un usuario no debería necesitar retener información importante únicamente trabajando la memoria o recuperándola de la memoria a largo plazo. Un menú, lista y otra u otra pantalla pueden ayudar al usuario facilitando el uso de su memoria. De todos modos, el uso de la memoria puede beneficiarle eliminando la necesidad de referenciar el conocimiento del mundo (por ejemplo, un operador informático experto utilizará los comandos directos de memoria en vez de consultarlos en un manual. El uso del conocimiento en la cabeza de un usuario y el conocimiento en le mundo deben estar equilibrados para un diseño efectivo.
12.     Principio de la ayuda predictiva. Las acciones proactivas son, normalmente, más efectivas que las acciones reactivas. Una pantalla debería intentar eliminar fuentes que exijan tareas cognitivas y reemplazarlas con tareas que sean más fácilmente perceptibles para reducir el uso de las fuentes mentales del usuario. Esto le permite concentrarse en condiciones actuales y considerar las futuras. Un ejemplo de ayuda predictiva el una señal de carretera mostrando la distancia a un cierto destino.
13.    Principio de consistencia. Los viejos hábitos de otras pantallas se transfieren fácilmente al apoyo del procesamiento de nuevas pantallas si se diseñan consistentemente. La memoria a largo plazo del usuario desencadenará acciones que espera que sean adecuadas. Un buen diseño de pantalla debe aceptar este hecho y utilizan la consistencia sobre diferentes pantallas.

## Interfaz persona-computadora
Artículo principal: Interfaz de usuario
La interfaz persona-computadora se puede describir como el punto de comunicación entre el usuario humano y el ordenador. El flujo de información entre estos se define con el círculo de interacción.

### Características visuales
La interacción visual persona-computadora es, probablemente, el área más extendida en la investigación de la interacción persona-computadora.

### Características auditivas
La interacción auditiva es otra área importante en los sistemas de interacción persona-computadora. Esta área lidia con información adquirida de distintas señales de audio.

### Entorno de tareas
Son las condiciones y objetivos marcados en cuanto al usuario.

### Entorno de máquinas
Es el entorno al que se conecta el ordenador, por ejemplo, un ordenador portátil en le dormitorio de un estudiante universitario.

### Áreas de interfaz
Las áreas no superpuestas implican procesos que no pertenecen a la interacción persona-computadora. Mientras que, las tareas superpuestas solo se implican a sí mismas en el proceso de su interacción.

### Flujo deinputs
El flujo de información que empieza en el entorno de tareas cuando el usuario tiene alguna tarea que requiera utilizar el ordenador.

### Outputs
El flujo de información que se genera en el entorno de máquinas.

### Feedback
Los círculos que la interfaz evalúa y modera y confirma los procesos que pasan desde el usuario hacia la interfaz hasta el ordenador, y al contrario.

### Fit
Es la relación entre le diseño del ordenador, el usuario y la tarea para optimizar las fuentes humanas necesitadas para completar la tarea.

## Investigación actual

### Personalización del usuario
El desarrollo del usuario final estudia cómo los usuarios cotidianos podrían, rutinariamente, adaptar las aplicaciones a sus propias necesidades e inventar nuevas aplicaciones basadas en el entendimiento de sus propias capacidades. Con su conocimiento profundo, los usuarios podrían, cada vez más, ser fuentes importantes de nuevas aplicaciones a la espera de programas genéricos con sistemas expertos pero poco dominio.

### Computación incrustada
La computación está pasando de los ordenadores a cualquier objeto en el que se pueda aplicar. Los sistemas incrustados hacen que el entorno esté vivo con pequeñas computaciones y procesos automatizados, desde utensilios de cocina automatizados hasta luces, bombillas y persianas automáticas. La diferencia que se espera en el futuro en la adición de comunicación en red que permitirá a muchas de estas computaciones incrustadas coordinarse con otras y con el usuario. Las interfaces humanas para estos objetos incrustados será, en muchos casos, distinta a las estaciones de trabajo apropiadas.

### Realidad aumentada
Artículo principal: Realidad aumentada
La realidad aumentada se refiere a la noción de añadir información relevante a nuestra visión del mundo. Existen proyectos muestran estadísticas en tiempo real a usuarios que realizan tareas difíciles, como la manufactura. El trabajo futuro debería incluir un aumento de nuestras interacciones sociales dotándonos de información adicional sobre las personas con las que conversamos.

### Computación social
En los últimos años, ha habido una explosión de investigaciones sobre ciencias sociales que se centrar en interacciones cono la unidad de análisis. Muchas de estas investigaciones se dibujan desde la psicología, la psicología social y la sociología. Por ejemplo, un estudio encontró que la gente espera que un ordenador con nombre de hombre sea más caro que un ordenador con nombre de mujer. Otra encontró que los individuos percibimos nuestras interacciones con ordenadores más positivamente que las interacciones con humanos, a pesar de comportarnos igual ante estas máquinas.

### Interacción persona.computadora dirigida por el conocimiento
En las interacciones entre personas y ordenadores, existe, normalmente, un vacío semántico entre lo que personas y ordenadores entienden sobre los comportamientos mutuos. La ontología (informática), como representación formal del dominio específico del conocimiento, puede utilizarse para dirigir este problema, a través de la resolución de ambigüedades semánticas entre las dos partes.

### La interacción persona-computadora y las emociones
En la interacción entre personas y ordenadores, las investigaciones han estudiado cómo pueden los ordenadores detectar, procesar y reaccionar a las emociones humanas para desarrollar sistemas de información emocionalmente inteligentes. Los investigadores han sugerido importantes “canales de detección de afecto”. El potencial de detectar emociones humanas de forma automática y digitalizada reside en mejoras de la efectividad de la interacción persona-computadora. La influencia de las emociones en esta interacción ha sido estudiada en campos como la toma de decisiones financieras utilizando ECG y en la organización del compartimiento de conocimiento utilizando seguimiento de ojos y lectores faciales como canales de detección de afecto. En estos campos se ha observado que estos canales tienen potencial para detectar las emociones humanas y que los sistemas informáticos pueden incorporar los datos obtenidos de ellos para mejorar los modelos de decisión.

## Disciplinas
Dentro del campo de la interacción persona-computador, se considera una serie de disciplinas tales como:
- Informática: La evolución tecnológica e informática es la que ha condicionado la evolución de la IPO como disciplina y práctica profesional. Entre áreas de la informática que ayudan a la IPO destacan la ingeniería del software, la inteligencia artificial y la información cognitiva. 
  - La ingeniería del software trata sobre metodologías y principios para desarrollar software de calidad, estudiando la facilidad de uso y usabilidad, principalmente con la aparición de las interfaces gráficas de usuario.
  - La inteligencia artificial trata el desarrollo de sistemas que emulan un comportamiento racional e inteligente que permite introducir elementos que simulen aspectos del comportamiento humano.
  - La informática cognitiva trata de comprender el funcionamiento de la mente humana para conseguir reproducir un funcionamiento similar en ordenadores.

Ejemplos de uso en IPO serían el diseño de tutores y de sistemas expertos en interfícies inteligentes, el diseño de interfícies en lenguaje natural, mediante la voz (asistentes de  voz como Siri o Alexa), el diseño de agentes inteligentes para simplificar la realización de tareas frecuentes.
- Psicología (social, organizativa...): ciencia que estudia el comportamiento y los estados de la conciencia de la persona humana, considerada individualmente o como miembro de un grupo.   
  - La Psicología cognitiva: trata de comprender el comportamiento humano y los procesos mentales que comporta.
  - La Psicología social: trata de estudiar el origen y las causas del comportamiento humano en un contexto social.

La psicología es la fuente de conocimiento más fiable para predecir o comprender cómo actúan y reaccionan los usuarios ante los objetos interactivos posibilitando conocer cómo aprenden a usar el producto, cómo toman decisiones, cómo perciben la información presentada o cómo comprenden e interiorizan la información representada. La contribución de la psicología en la IPO se basa en los conocimientos y teorías sobre el comportamiento de las personas y la forma cómo procesan la información, las metodologías y herramientas para evaluar el grado de satisfacción de las personas con el diseño de la interfície. 
De todas las vertientes de la psicología, la psicología cognitiva es, sin duda, la que ha tenido más presencia y impacto en el desarrollo de la IPO, en concreto el modelo conocido como el procesamiento humano de la información. 
- Documentación: hay diversos campos dentro de la ciéncia de la documentación involucrados en la IPO: La recuperación de la información trata sobre la manera de mejorar los algoritmos y las interfícies que usan los sistemas de búsqueda para ofrecer de esta manera resultados de búsqueda más satisfactorios al usuario. La arquitectura de la información se encarga de la organización, la estructuración y la clasificación de contenidos en entornos digitales (sitios web, intranets, CD interactivos, etc.) con la finalidad de que los usuarios de este contenido encuentren y manejen la información de manera fácil, eficaz y eficiente.
- Ergonomía: estudio de la relación interactiva entre las personas, los artefactos y los entornos de trabajo, con una especial atención a los factores humanos psicológicos, sociales y físicos que condicionan esta interacción. Su contribución a IPO es muy relevante ya que la IPO se nutre principalmente del conocimiento que genera la comunidad profesional y científica de la ergonomía (estudios antropométricos, ergonomía cognitiva, etc.), y adapta ese conocimiento a las características de las tecnologías emergentes (informática). Actualmente no es de estrañar que haya muchos contextos donde ergonomía y IPO se utilicen como sinónimos.
- Ingeniería
- Antropología
- Sociología: ciencia que estudia las costumbres y tradiciones de los pueblos (más concretamente, la etnografía).

La sociología es otra fuente de conocimiento utilizada en la IPO para comprender y predecir el factor humano de la interación. Esta ciencia aporta diversas técnicas que permiten estudiar al usuario y su comportamiento social. Las grandes compañías reclutan antropólogos para comprender mejor sus clientes y así diseñar productos que reflejen mejor las tendencias culturales.
- Filosofía
- Lingüística: estudio científico de las lenguas desde los diferentes niveles que tienen: foneticofonológico, morfosintàctico, léxico y semántico.

En el campo de la IPO la lingüística ha tenido un papel muy vinculado a la inteligéncia artificial ya que ha servido de base para desarrollar sistemas de procesamiento del lenguaje natural (PNL). También tiene un papel muy importante sobre la manera como se han de tratar los textos que componen las interfícies para que el usuario entienda e interprete correctamente cada uno de los elementos, y también para analizar y entender el usuario mediante el uso del lenguaje en entornos nuevos de la comunicación como por ejemplo Internet                                                                                             
- Diseño y diseño gráfico: juntamente con el diseño, son actividades orientadas a conseguir una série de objetivos útiles y visualmente agradables.

En el caso de la IPO, hasta que la tecnología no evoluciona suficiente (por lo que hace a la resolución y el color de las pantallas de ordenador en concreto), el diseño, y el diseño gráfico específicamente, no empieza a tener un papel significativo en el diseño de las interfícies de usuario. Se ha compaginado el conocimiento del diseño gráfico con el de la psicología de la percepción visual con el objetivo de mejorar la forma de proyectar y componer interfaces gráficas usables, estéticas y agradables visualmente.
Podemos distinguir algunas características propias del software, como son:
- Usabilidad
- Utilidad
- Accesibilidad

Todas estas referentes a la experiencia con la interacción de un sistema informático.

## Factores de cambio
Tradicionalmente, el uso de ordenadores ha sido modelado como una pareja persona-computadora en al que los dos están conectados por estrechos canales explícitos de comunicación, como las terminales basadas en texto. Se ha hecho mucho trabajo para hacer que esta interacción refleje la naturaleza multidimensional de la comunicación cotidiana. Debido a estas cuestiones potenciales, la interacción persona-computadora ha cambiado la concentración en la interfaz para responder las observaciones, tal y como articuló D. Engelbart: “Si la facilidad de uso fuese el único criterio válido, la gente se quedaría con los triciclos y nunca hubiera probado las bicicletas”.
La intención con la que los humanos interactuan con los ordenadores continúa evolucionando rápidamente. La interacción persona-computadora se ve afectada por el desarrollo de la computación. Estas fuerzas incluyen:
- Decrecimiento del coste del hardware, lo que lleva a mayor memoria y a sistemas más rápidos.
- Miniaturización del hardware, provocando portabilidad.
- Reducción del requerimiento de energía, aumentando la portabilidad.
- Nuevas tecnologías de pantalla, permitiendo nuevas formas de empaquetado para los distintos aparatos.
- Hardware especializados, lo que lleva a nuevas funcione.
- Desarrollo de las redes de comunicación.
- Aumento de la extensión del uso de ordenadores, especialmente por personas que están fuera de la profesión de informática.
- Mayor innovación en técnicas de entrada de información (por ejemplo, voces, gestos, pen drive…) combinados con una reducción de costes, la que lleva a una rápida computerización de gente que en un principio quedaba fuera de la revolución informática.
- Intereses sociales más amplios, lo que lleva a una mejora del acceso a los ordenadores para grupos desfavorecidos.

Desde 2010, se espera que el futuro de la interacción persona-computadora incluya las siguientes características:
- Computación ubicua y comunicación. Se espera que los ordenadores se comuniquen a través de redes locales de alta velocidad, redes internacionales y, probablemente, vía infrarrojos, ultrasonido, celular y otras tecnologías. Los servicios computacionales y de datos serán accesibles para muchas, si no la mayoría de localizaciones a las que viajen los usuarios.
- Sistemas de alta funcionalidad. Los sistemas pueden tener una gran número de funciones asociadas a ellos. También hay muchos sistemas sobre los que la mayoría de usuarios, técnicos o no técnicos, no tienen tiempo de aprender (por ejemplo, a través de extensos manuales).
- Gráficos de disponibilidad masiva. Las capacidades gráficas de los ordenadores como el procesamiento de imágenes, las transformaciones gráficas, el renderizado y la animación interactiva se están extendiendo mientras los chips, que no son muy caros, están quedando disponibles para su inclusión general en las estaciones de trabajo y los dispositivos móviles.
- Mixed media. Los sistemas comerciales pueden manejar imágenes, voz, sonidos, vídeo, textos y datos formateados. Estos son enlaces de comunicación intercambiables entre los usuarios. Los distintos campos de consumo de electrónica (por ejemplo sets de estéreo, VCR, televisiones…) y los ordenadores, en parte, fundiéndose y se espera que los campos de la informática y al impresión se crucen totalmente.
- Interacción con un alto ancho de banda. Se espera que el índice de interacción entre los humanos y las máquinas aumente considerablemente debido a cambios en la velocidad, los gráficos informáticos, los nuevos medios y los dispositivos de entrada y salida. Esto puede llevar a diferencias cualitativas entre distintas interfaces, como la realidad virtual o el vídeo computacional.
- Pantallas grandes y finas. Las nuevas tecnologías de pantalla están madurando, permitiendo la creación de pantallas muy grandes y finas, ligeras y que utilizan poca energía. Esto está teniendo importantes efectos en la portabilidad y, probablemente, permitirá el desarrollo de sistemas de interacción con ordenadores parecidos al papel y que se perciban de forma muy distinta a los ordenadores de sobremesa.
- Utilidades de la información. Se espera que las utilidades públicas de la información (como comprar en línea o los servicios bancarios por internet) y los servicios de industrias especializadas proliferen. El índice de proliferación se puede acelerar con la introducción de interacciones con un alto ancho de banda y con la mejora de la calidad de las interfaces.

## Aplicaciones

### Educación
En la actualidad, el uso de los recursos TIC es muy necesario en todos los niveles educativos. En este sentido existe un problema, ya que aunque muchos docentes sí se esfuerzan por incorporar estos recursos de forma activa en su profesión, hay otros muchos casos en los que esto no ocurre. Esto se puede deber, bien a que el diseño del modelo educativo de los centros en los que participan no lo contempla (falta de recursos, falta de flexibilidad para aplicar nuevos métodos, falta de reconocimiento a las personas que los aplican...) o bien a que, en muchas ocasiones, los conocimientos de los profesores en este ámbito son muy limitados (esto se puede deber a una resistencia al cambio, rechazo a la innovación o exigencia de dedicación que no están dispuestos a aceptar), llegando, en ocasiones, a ser menores que los que poseen los alumnos.
En este sentido, la tecnología puede ser muy útil para que estos procesos sean mucho más fáciles de realizar y aplicar a la educación gracias a la personalización, la analítica, la movilidad o los enfoques sociales, por ejemplo. No obstante, esto siempre debería ir acompañado de la acción de profesionales docentes, ya que no se debe entender la mejora de la interacción persona-computadora como un sustituto de la acción humana.

### Discapacidad
Cuando aparecieron los primeros ordenadores, se empezaron a realizar modificaciones para que estos fueran accesibles y útiles para personas con discapacidad. Sin embargo, esas adaptaciones quedaron obsoletas con el avance de la tecnología debido a la incapacidad de adaptarlas a los nuevos dispositivos informáticos. Desde entonces, se han ido realizando intentos en el campo de la interacción persona-computadora tras observar su potencial en la ayuda a personas discapacitadas, llegando algunas de ellas a ser utilizadas también por el resto de usuarios debido a que también facilitan su uso de los ordenadores. De todos modos, sigue habiendo facilidades, como la traducción simultánea a lengua de signos, que siguen siendo utópicas.
Algunos diseñadores también se han pronunciado sobre este tema poniendo énfasis en la necesidad de crear diseños que sean, de entrada, accesibles para todas las personas para que las nuevas tecnologías no supongan una nueva dificultad en las vidas de personas con discapacidades. Aunque no olvidan que hay determinados usuarios que siempre necesitarán diseños con características especiales para garantizar su accesibilidad. Para esto, los usuarios con necesidades especiales deberían poder participar en el proceso de diseño para que este se adapte lo máximo posible a ellos.
Los distintos órganos de gobierno también se han dado cuenta de estas necesidades y, motivados por la acción de las asociaciones de personas con discapacidad, han impulsado distintas medidas que se han visto, sobre todo, en Estados Unidos y en Europa. Algunos de estos son el TIDE, a nivel europeo, que, aunque no ha cumplido las expectativas en el mercado, ha ayudado a visibilizar a estos usuarios y a crear consciencia sobre sus necesidades. En España se ha impulsado el PITER (Proyecto Integrado de Tecnología de la Rehabilitación) que ha tenido efectos parecidos.